# Yevgeni Kozlov
Yevgeni Yevgenyevich Kozlov (tiếng Nga: Евгений Евгеньевич Козлов; sinh 4 tháng 2 năm 1995) is a Ngan football tiền vệ, thi đấu cho Shakhtyor Soligorsk.

## Sự nghiệp
Anh ra mắt ở hạng hai Nga cho FC Vityaz Podolsk ngày 16 tháng 7 năm 2012 trong trận đấu với FC Fakel Voronezh.
Anh ra mắt tại Giải bóng đá ngoại hạng Nga cho FC Volga Nizhny Novgorod ngày 15 tháng 5 năm 2014 trong trận đấu với FC Ural Sverdlovsk Oblast.